# Thal, Sankt Gallen
Thal är en ort och kommun i distriktet Rorschach i kantonen Sankt Gallen, Schweiz. Kommunen har 7 097 invånare (2023).
Kommunen består av orterna Staad och Altenrhein, båda vid Bodensjön, samt Thal. Sankt Gallen-Altenrheins flygplats ligger i kommunen.